# سابوتسی مانجاکاواهوآکا
سابوتسی مانجاکاواهوآکا (به لاتین: Sabotsy Manjakavahoaka) یک منطقهٔ مسکونی در ماداگاسکار است که در آنالامانگا واقع شده‌است. سابوتسی مانجاکاواهوآکا ۹٬۶۵۸ نفر جمعیت دارد و ۱٬۴۴۲ متر بالاتر از سطح دریا واقع شده‌است.